# Leioproctus seydi
Leioproctus seydi är en biart som först beskrevs av Embrik Strand 1910.  Leioproctus seydi ingår i släktet Leioproctus och familjen korttungebin. Inga underarter finns listade i Catalogue of Life.